# Wielki słownik współczesnych dialektów chińskich
Wielki słownik współczesnych dialektów chińskich (chiń. upr. 現代漢語方言大詞典; pinyin Xiandai Hànyǔ Fangyan Da cídiǎn) – słownik wydany pod patronatem Chińskiej Akademii Nauk Społecznych, kierownikiem prac był Li Rong, kierownik Instytutu Lingwistyki, autor wielu prac związanych z dialektologią. Książka została wydana przez Jiangsu Educational Press. Jest dostępna w dwóch wersjach: pełnej liczącej 42 tomy i skróconej liczącą 6 tomów. Słownik zawiera dane na temat 42 dialektów języka chińskiego. Dialekty są podzielone zgodnie z Atlasem Językowym Chin. Każdy tom był przygotowywany przez specjalistę znającego dany dialekt i zawiera na początku opis cech charakterystycznych danego dialektu. Korpus każdego tomu zawiera od 7000 do 10 000 haseł.

## Dialekty
Pełne wydanie składa się z 42 tomów, w których zebrano dialekty występujące w 42 miastach Chin kontynentalnych (ChRL). Komitet redakcyjny pierwotnie planował zebranie 40 tomów poddialektów. W latach 1993–1998 opublikowano 41 tomów, a w 2003 opublikowano tom 42 (Jixi). Każdy dialekt obejmuje jeden tom, a tytuł jest zgodny z nazwą dialektu. Hasła są ułożone zgodnie morami, pierwszym dźwiękiem i tonem, każde hasło ma wymowę przedstawioną w Międzynarodowym Alfabecie Fonetycznym.

## Spis tomów
| Nr | Tytuł                       | Autor                                           | Dialekt                |
| -- | --------------------------- | ----------------------------------------------- | ---------------------- |
| 1  | Słownik dialektów Chongming | Zhang Huiying                                   | Wu (Chongming)         |
| 2  | Słownik dialektów Suzhou    | Ye Xiangling                                    | Wu (Suzhou)            |
| 3  | Słownik dialektów Changsha  | Bao Houxing, Cui Zhenhua, Shen Ruoyun, Wu Yunji | Xiang (Changsha)       |
| 4  | Słownik dialektów Xiamen    | Zhou Changji                                    | Min (Xiamen)           |
| 5  | Słownik dialektów Loudi     | Yan Qinghui, Liu Lihua                          | Xiang (Loudi)          |
| 6  | Słownik dialektów Xining    | Zhang Chengcai                                  | Mandaryński (Xining)   |
| 7  | Słownik dialektów Taiyuan   | Shen Ming                                       | Jin (Taiyuan)          |
| 8  | Słownik dialektów Guiyang   | Wang Ping                                       | Mandaryński (Guiyang)  |
| 9  | Słownik dialektów Nanchang  | Xiong Zhenghui                                  | Gan (Nanchang)         |
| 10 | Słownik dialektów Wuhan     | Zhu Jiansong                                    | Mandaryński (Wuhan)    |
| 11 | Słownik dialektów Meixian   | Huang Xuezhen                                   | Hakka (Meizhou)        |
| 12 | Słownik dialektów Urumczi   | Lei Zhou                                        | Mandaryński (Urumczi)  |
| 13 | Słownik dialektów Nankin    | Liu Danqing                                     | Mandaryński (Nankin)   |
| 14 | Słownik dialektów Danyang   | Cai Guolu                                       | Wu (Danyang)           |
| 15 | Słownik dialektów Xinzhou   | Wen Duanzheng, Zhang Guangming                  | Jin (Xinzhou)          |
| 16 | Słownik dialektów Liuzhou   | Liu Cunhan                                      | Mandaryński (Liuzhou)  |
| 17 | Słownik dialektów Linchuan  | Yan Sen                                         | Gan (Linchuan)         |
| 18 | Słownik dialektów Xi’an     | Wang Junhu                                      | Mandaryński (Xi’an)    |
| 19 | Słownik dialektów Yangzhou  | Wang Shihua, Huang Jilin                        | Mandaryński (Yangzhou) |
| 20 | Słownik dialektów Xuzhou    | Su Xiaoqing, Lu Yongwei                         | Mandaryński (Xuzhou)   |
| 21 | Słownik dialektów Jinhua    | Cao Zhiyun                                      | Wu (Jinhua)            |
| 22 | Słownik dialektów Haikou    | Chen Hongmai                                    | Min (Haikou)           |
| 23 | Słownik dialektów Yinchuan  | Li Shuyan, Zhang Ansheng                        | Mandaryński (Yinchuan) |
| 24 | Słownik dialektów Luoyang   | He Wei                                          | Mandaryński (Luoyang)  |
| 25 | Słownik dialektów Harbin    | Yin Shichao                                     | Mandaryński (Harbin)   |
| 26 | Słownik dialektów Muping    | Luo Futeng                                      | Mandaryński (Muping)   |
| 27 | Słownik dialektów Szanghaj  | Xu Baohua, Tao Huan                             | Wu (Szanghaj)          |
| 28 | Słownik dialektów Ningbo    | Tang Zhenzhu, Chen Zhongmin, Wu Xinxian         | Wu (Ningbo)            |
| 29 | Słownik dialektów Wanrong   | Wu Jiansheng, Zhao Hongyin                      | Mandaryński (Yangzhou) |
| 30 | Słownik dialektów Nanning   | Tan Yuanxiong, Wei Shuguan, Bian Chenglin       | Pinghua (Nanning)      |
| 31 | Słownik dialektów Dongguan  | Zhan Bohui , Chen Xiaojin                       | Yue (Dongguan)         |
| 32 | Słownik dialektów Jinan     | Qian Zengyi                                     | Mandaryński (Jinan)    |
| 33 | Słownik dialektów Pingxiang | Wei Gangqiang                                   | Gan (Pingxiang)        |
| 34 | Słownik dialektów Leizhou   | Zhang Zhenxing, Cai Yeqing                      | Min (Leizhou)          |
| 35 | Słownik dialektów Fuzhou    | Feng Aizhen                                     | Min (Fuzhou)           |
| 36 | Słownik dialektów Wenzhou   | Ty Rujie, Yang Qianming                         | Wu (Wenzhou)           |
| 37 | Słownik dialektów Hangzhou  | Bao Shijie                                      | Wu (Hangzhou)          |
| 38 | Słownik dialektów Kanton    | Bai Wanru                                       | Yue (Kanton)           |
| 39 | Słownik dialektów Chengdu   | Liang Deman, Huang Shangjun                     | Mandaryński (Chengdu)  |
| 40 | Słownik dialektów Yudu      | Xie Liuwen                                      | Hakka (Yudu)           |
| 41 | Słownik dialektów Jian'ou   | Li Rulong, Pan Weishui                          | Min (Jian’ou)          |
| 42 | Słownik dialektów Jixi      | Zhao Rixin                                      | Huizhou (Jixi)         |